# خواطر (برنامج)
برنامج خواطر شاب أو برنامج خواطر أو خواطر أحمد الشقيري برنامج تعليمي وديني مكون من عدة أجزاء بلغت 11 جزءا للإعلامي السعودي أحمد الشقيري، عرض البرنامج على مختلف القنوات التلفزيونية على حسب كل موسم ومنها قناة الرسالة، اقرأ، MBC، قناة الشارقة وقناة فور شباب.
ناقش البرنامج القضايا التي تخص الشباب والمجتمع العربي والإسلامي وحقق نجاحاً ملحوظاً وشعبية بين الشباب العربي لبساطة الأسلوب والاعتماد على التطبيق الحركي والأسلوب العملي، ركزت سلسلة البرنامج على مرحلة الابتدائي والمتوسط والثانوي كمشاهدين كما أكد الشقيري في أولى حلقاته بقوله «الأجيال الشابة تفرض تحدياً كبيراً على من يوجه خطابه لها، لذكائها بحيازتها لأدوات العصر ووعيها المتسع على العالم بأسره.»
بفضل النجاح المتواصل والإقبال الجماهيري الواسع على الفكرة، تمكن الشقيري من جعل خواطر برنامجاً ثابتاً في شهر رمضان وعبره طرح عدة مواضيع وقضايا تخص وتهم الشباب العربي من بينها محبة النبي الكريم وكيفية الدفاع عنه ضد الحملات الغربية التي تستهدف النيل من شخصه ومنها أيضاً الاستفادة من الوقت واستثماره والأسباب الحقيقية لعزوف الشباب عن القراءة وآداب الطريق من منظور إسلامي وأهمية الوحدة بين أبناء الأمة الإسلامية وغيرها.
يصنف بعض النقاد برنامج خواطر على أنه أحد البرامج الثقافية وليس الدينية أو الدعوية، حيث لم تقتصر موضوعاته على الموضوعات الدينية والثقافية فحسب بل تناولت أيضاً موضوعات فنية مثل تأثير أفلام هوليوود على الشباب الذي خصص له الشقيري حلقة ضمن خواطر 3 وإلى جانب الفقرة التي يقدمها كحوار مباشر عبر الكاميرا تضمن البرنامج أناشيد قدمها شباب من المنشدين من بلدان مختلفة مثل أحمد أبو خاطر، ومحمد المازم، وعبد السلام الحسني، ومشاري راشد العفاسي وغيرهم.
كما دعا مفكرون وكتاب وزارات التربية والتعليم العربية للاستفادة من البرنامج الذي قدم نماذج إيجابية لتحسين سلوكيات الطلاب وأن تقتبس منه محوراً في عملية التعليم الاجتماعي. كما أخذ كتاب آخرون على الشقيري المبالغة في الأداء والتورط في الوعظ المباشر.

## فكرة البرنامج
جاءت فكرة البرنامج كتكملة لمشروع بدأه الشقيري في جريدة المدينة السعودية عبر كتابة مقالات يومية تتناول الهم الدعوي ومشاعر جيل الشباب وتوجهاته والتي بدا فيها واضحاً واستطاع عن طريق برنامجه هذا أن يقدم نموذجاً جديداً للمعرفة الدينية. عالج البرنامج المواضيع التي تمس الحياة اليومية للشباب فحظي ذلك العرض بإشادة هائلة حتى إنه تحول كما جاء على لسان إحدى الشابات إلى إدمان لها في شهر رمضان من كل عام غطى البرنامج المواضيع الاجتماعية والدينية والفكرية بطريقة مناسبة وجذابة لمساعدة الشباب على تنمية معرفتهم وفهمهم للعالم ولإيمانهم وكيفية تعاملهم بطريقة مبتكرة مع التحديات التي تواجههمن وتناول كذلك تلك التحديات التي تواجه بلدانهم والعالم بأسره.
البرنامج عبارة عن نصيحة قدمها الشقيري إلى من هم في نفس جيله ومن هم أصغر من الشباب والفتيات ابتعدت عن طابع الوعظ والخطابة معتمد أسلوباً بسيطاً وميسراً، كل هذا في مدة زمنية لا تزيد عن خمس دقائق، وهذه هي الفكرة الأساسية وراء البرنامج، طرح الشقيري فكرة البرنامج بعد نجاح تجربتين إعلاميتين سابقتين شارك في كلتيهما وهما برنامج يلا شباب وبرنامج رحلة مع الشيخ حمزة يوسف.
في المواسم اللاحقة ثبت البرنامج الذي حمل معه شعار الإحسان أن الإسلام ليس طقوساً عبادية فقط بل سلوكاً واقعياً يؤكد على كل قيم النجاح والإخلاص في العمل الذي هو أحد أهم قواعد النجاح، اجتهد المقدم في برنامجه بربط قيم العمل والمدنية بقيم الدين ونصوص القرآن وأخلاق النبي محمد وشمائله.
مثل الشقيري في الموسم السادس والسابع أبرز التجارب وأكثرها حداثة، وليس من الغريب أن يتعرض لهجوم مستمر لأنه بات يقدم خطاباً يسحب البساط من تحت أقدام الآخرين، الذين لا يقدمون أية ربط معرفي تتحول معه تلك القصص إلى وازع للأمام وليس للخلف وبينما يفتقدون في خطابهم الوعظي لأي ربط أو مقارنة مباشرة مع الواقع، يتجه خطاب الشقيري لإيجاد ربط مباشر وحي مع الواقع، بمعنى أنه خطاب تحفيزي للانطلاق والانفتاح بينما خطاب الوعظ التقليدي مكرس للتراجع والخوف والمحافظة.

## صدى البرنامج
لاقى البرنامج على مختف مواسمه استحسان وترحيب كثيرين من المشاهدين ليس في السعودية فحسب بل وفي الوطن العربي وسبب هذا الاستحسان والقبول هو الخروج من دائرة النمطية المكررة في البرامج التلفزيونية إلى دائرة الإبداع في الفكرة والتألق في التقديم والتجديد في الطرح وملامسة الواقع الاجتماعي والثقافي البعيد عن المثاليات أو العيش في خيالات النماذج البشرية القديمة أو خيالات النماذج الحضارية الحديثة كما يقول النقاد.
جوهر فكرة البرنامج باختصار استندت على أن لدى المسلمين والعرب مخزوناً هائلاً من القيم الرائعة لكنها بقيت حبيسة الكتب والدروس والمحاضرات العلمية ولم تجد طريقها إلى التطبيق الصحيح على أرض الواقع ولأن القيم في مجملها عالمية ويتفق أسوياء البشر عامة على قبولها واحترامها ونقلها من جيل إلى جيل مثل قيم الصدق واحترام كبار السن والوفاء بالعهد والمحافظة على النظام والنظافة وبر الوالدين والعمل والمحافظة على الوقت وغيرها من القيم الكثيرة التي تزخر بها ثقافات الأمم قاطبة ويزخر بها الإسلام ولأن هذه القيم عالمية فقد وجدت طريقها للتطبيق العملي وعلى أرض الواقع لدى كثير من الشعوب.

## البرنامج في رمضان
تهطل مسلسلات رمضان وبرامجه على المسلمين كل عام من كل حدب وصوب سلة رمضانية عامرة مليئة من الدراما إلى الأفلام إلى الفوازير الرمضانية والمسابقات وما تحمله لهواتها من آمال تتسع حتى حدود الكون إلى لقاءات وسهرات تلفزيونية شتى حتى أصبح من الصعب متابعة معظم ما تقدمه الشاشات في هذا الشهر، يعتبر شهر رمضان فرصة لتمضية الوقت في متابعة مواد ومسلسلات قد لا يمكن متابعتها خلال أيام السنة الأخرى، باتت متابعة العرب للمسلسلات وبرامج رمضان أشبه بالتقليد الشعبي حيث تمتد الفترة من الفطور إلى السحور محملة بنوع من الكسل والتراخي، وكان من الصعب إيجاد مادة تلفزيونية تستدعي الحواس وانتباه المشاهد لدرجة النظر إلى الساعة أكثر من مرة بانتظارها، هذا ما جرى عندما وقعت فجأة عيون العرب على برنامج أحمد الشقيري على شاشة الإم بي سي، لا سيما وأنه اختار في موسمه الخامس بلد كاليابان وفي موسمه السابع تركيا والدانمارك ودول أخرى لتكون أرض برنامجه، وبتقنية الإعلام الذكي واحتراف المقدم قدم الشقيري بعد الفطور مادة مقاربة ومقارنة بين أحوال معظم البلدان العربية والإسلامية وبلدان العالم المتقدم.

## تطور البرنامج
تطور برنامج خواطر موسم بعد موسم فعند مشاهدة الجزء الأول سترى البساطة والمحدودية في المواضيع والتقديم برغم من أن ما تم عرضه كان مهماً وأيضاً لربما بسبب عدم أتساع الفكرة ومع مرور السنوات كثرت الأفكار وتعقدت واتسعت لتشمل المواضيع الحياتية، والمواضيع التي تهم الوطن العربي والإسلامي، التجارب الخارجية وأهمها الحلول، ثم بدأ العمل وهذه النقطة التي يتم اختبار البرنامج فيها وصدق الفكرة والإيمان بها هنا عندما يكون العمل والتغير يحصل وهذا الذي يدعم البرنامج فكرته وأساسه، قام خواطر على الربح النفسي والمعنوي للمشاهد وتقديم أفضل الحلول والعمل بتلك الحلول وعندما أشار إلى القراءة والعلم والتعليم والحضارة لامس بها المقدم أحمد الشقيري قلب المشاهدين عندما يبكي وأيضاً عندما يقبل رأس المبدعين.

## سلسلة خواطر
| أجزاء البرنامج - تم عرض الجزء الأول في رمضان عام 1426 هـ الموافق 2005 م. - تم عرض الجزء الثاني في رمضان عام 1427 هـ الموافق 2006 م. - تم عرض الجزء الثالث في رمضان عام 1428 هـ الموافق 2007 م. - تم عرض الجزء الرابع في رمضان عام 1429 هـ الموافق 2008 م. - تم عرض الجزء الخامس في رمضان عام 1430 هـ الموافق 2009 م. - تم عرض الجزء السادس في رمضان عام 1431 هـ الموافق 2010 م. - تم عرض الجزء السابع في رمضان عام 1432 هـ الموافق 2011 م. - تم عرض الجزء الثامن في رمضان عام 1433 هـ الموافق 2012 م. - تم عرض الجزء الثامن والنصف في بعد رمضان عام 1433 هـ الموافق 2012 م. (وهو مشاهد لم يتم عرضها في رمضان) - تم عرض الجزء التاسع في رمضان عام 1434 هـ الموافق 2013 م. - تم عرض الجزء العاشر في رمضان عام 1435 هـ الموافق 2014 م. - تم عرض الجزء الحادي عشر في رمضان عام 1436 هـ الموافق 2015 م. | قنوات العرض - إم بي سي - قناة الرسالة - قناة الآن - قناة فور شباب - قناة اقرأ - تلفزيون الشارقة |

### الجزء الأول
انطلق الجزء الأول في رمضان عام 1426 هـ الموافق 2005 حمل اسم (خواطر شاب) بمواضيع كبيرة المعنى قصيرة في المدة.
حلقاته بترتيب عرضها
- أين تجد السعادة.
- حقوق غير المدخنين.
- هل المرأة إنسان.
- اعف عن الناس.. يغفر لك الله.
- الأهم ثم المهم.
- جيل الخدم.
- حمامات بيوت الله.
- الاستهتار باسم الله.

شعار خواطر الجزء الأول.

- الثقافة الجنسية عن رسول الله صلى الله عليه وسلم.
- خدم أم عبيد.
- نحو خطبة جمعة مؤثرة.
- أدب واتيكيت الحرب.
- الدين المعاملة.
- رفقا بالعصاة.
- محمد صلى الله عليه وسلم وغاندي.
- الحبيبة الأم.
- فتاوى غريبة وعجيبة.
- خفف دمك ثقل أجرك.
- هل يشعر الأموات بزيارة الأحياء وسلامهم عليهم؟.
- الحرام سهل والحلال أصعب.
- المتسولون.
- كيف تزيد من محبة الرسول.
- فقه الخلاف.
- جيل صلاح الدين.
- العلاج النفسي بالبكاء.
- عظماء كيف بدأوا.
- الخشوع في الصلاة.
- مشروع كتاب خواطر شاب.
- أحلى الخواطر

وصدرت اسطوانات CD-DVD للبرنامج ونشر كتاب (خواطر شاب) في الأسواق.

### الجزء الثاني
أذيع في رمضان 1427 - 2006 وحمل اسم (خواطر 2)
حلقاته بترتيب عرضها
- متابعات (حلقة لمتابعة بعض إنجازات الجزء الأول من البرنامج)
- سياحة
- سياحة (2)
- الرحمة يا امة محمد صلى الله عليه وسلم
- العقل السليم في الجسم السليم
- شكراً
- فقه الأولويات (1)
- على طريق الالتزام
- أحلى الخواطر
- اختبر عروبتك
- الجلاد
- شوية حشمة
- وفاة الحبيب المصطفى
- منتجات للمقاطعة
- مهم غير مستعجل
- أبي
- ابداعات في اهمال الأطفال
- قوانين في الرزق
- فجأة
- حكم دنماركية
- العدو
- العدو (2)
- ماذا قدمنا للبشرية
- المنفرون في الأرض
- الخسف
- جسد واحد
- زحمة جزم
- ارحموا من في الأرض
- رجل بألف رجل
- الدعوة في القرن 21
- لماذا اقرأ

### الجزء الثالث
أذيع في رمضان 1428 هـ - 2007 حمل اسم (خواطر 3) وبدأ بمقدمة كـارتونية تحتوي على عدة مواقف تعلوها عادة تعليق بآية قرآنية أو حديث، قارع الجزء 3 موضوع الأمة وقضاياها مثل توحيد الهلال والعصبية.

شعار برنامج خواطر للموسم الثالث.

حلقاته بترتيب عرضها
- مقدمة
- هوليود
- هناك فرق
- حبك يلهمنا
- نتانه
- مخالفات
- خزعبلات
- النعمة المظلومه
- صنع في
- في عام 2030
- النصب
- أمتنا واحده وهلالنا واحد
- تقاليد أم دين
- كبر عقلك
- أحلى لغه
- وأد القرن 21
- سوبر تربية
- أين إنسانيه المسلم
- بشر أم حيوانات
- ذكور أم رجال
- الوقت
- لماذا خلقت
- شبهات حول الإسلآم
- قارئ اليوم قائد الغد
- ماذا لو كآن بيننآ
- مبادرات شبابية
- لا تغتر
- اعقلها
- محبتا (الأخيرة)

### الجزء الرابع
عرض في رمضان 1429 عام 2008 بعنوان (خواطر 4 .. حدد هدفك) وانطلقت في آخره حملة (فينا خير) تضمنت مقدمته نظرة مستقبلية للتطور المتوقع للمسلمين بشكل ثلاثي الأبعاد منها حصول المسلمين على كأس العالم عام 2030 وأخرى يدخل طالب جامعة فخمة ومجهزة ترحب بوافديها الجدد والأجانب وتظهر على شاشتها فوز عالمة مسلمة بجائزة نوبل لاكتشافها علاج السرطان ومنها دخول الشقيري ليشتري كتاب (لماذا يقلد الغرب المسلمين؟) ثم يدفع ثمنه بعملة مكتوب عليها (الدولة الإسلامية) ومنها شاباً يلقي بالقاذورات فنرى الشرطي الإلكتروني وهو يوقع العقوبة عليه وأخيراً مسجداً مجهزاً بشاشة DataShow وإمامه يحمل معه جهاز Laptop. فكان الجزء 4 عن قضايا المجتمع المسلم.

شعار برنامج خواطر للموسم الرابع.

حلقاته بترتيب عرضها
- باسم الله نبدأ
- احم نفسك
- كرنفال العرب
- تكنولوجيا
- المبدعون
- 998
- معاكسات
- مكتبة لله يا محسنين
- خطبة الجمعة - القرن 21
- عم نور
- كلاكيع
- بيتي بيتك
- يوم في حياة إنسان
- لا تحقرن
- عادي
- لو كان بيننا
- مرن عقلك
- ليسوا سواء
- مدارسنا
- المزعجون
- قوانين كونية
- تحية
- تربية عملية
- من حقي أن لا تدخن
- أمهات العصر الحديث
- احذر
- أفضل / أسوأ
- يوم في حياة سيارة
- شكراً
- أحلى خواطر

### الجزء الخامس
تم تصوير الجزء الخامس في اليابان وعرض في رمضان 1430 هـ الموافق 2009م أتى البرنامج من أكثر البلدان الآسيوية تقدماً مسلطاً الضوء على الإيجابيات في هذه الدولة الغير المسلمة التي كدول إسلامية من المفروض أن تحتذي بها ناقش الشقيري خلال حلقات خواطر 5 العديد من المواضيع الاجتماعية والدينية والفكرية التي عرضت بأسلوب جاذب للشباب في محاولة للارتقاء بهم وجعلهم شباباً مفكراً ومبدعاً في مجتمعه ومحيطه وضمن أسرته وأصدقائه، أظهرت المقدمة اليابانين وهم في حياتهم العادية تصاحبها بعض الآيات والأحاديث التي تحثنا على فعل تلك الأشياء.
أراد الشقيري في هذا الموسوم أن يحدث صدمة لدى الشعوب العربية في كيفية تعاطي الشعوب الأخرى ومنها الشعب الياباني مع تلك القيم العالمية لإحداث التأثير على القناعات التي تقدس المخرجات الكمية للتعليم في حين تغفل جوهر التعليم في الرقي بمبادئ التطبيق والممارسة لما تعلمه الطالب من قيم ومهارات وأخلاق فغاية تعليم تغيير من سلوك الطلاب واتجاهاتهم وميولهم، في حين يحشر عقولهم بالمعلومات التي سرعان ما يزول أثرها بانتهاء الاختبارات ورمي الكتب في حاويات القمامة ما أوجد تفاعل حقيقي في بعض الوزارات والمؤسسات الرسمية مع ما نشره البرنامج من اليابان.
حلقاته بترتيب عرضها
- صباح الخير يامسلمين
- كيدزينيا
- يابانى وأفتخر
- كل شيء له حل
- ليس على الأعمى حرج
- شغل نظيف
- حمام مختلف
- مدارس غير
- يعني ما فرقت ربع ساعة !
- العمل على الطريقة اليابانية
- وزارة النظافة والتربية والتعليم
- التعمير باحترام
- الأكل في المدارس
- يوم في حياة قمامة 1
- مهندس الصحة (2)
- هيروشيما - النهضة من لا شيء
- 65 سنة شباب
- جزم محترمة !
- فكر بغيرك
- إبداع تويوتا
- أمة «اقرأ» اليابانية
- الأمانة في طوكيو
- الوقاية خير من العلاج
- حدائق عامة
- حقوق الكلب الياباني
- تكنلوجيا لخدمة بني آدم
- فكر بغيرك

### الجزء السادس
تم عرض هذا الموسم في رمضان عام 1431 هـ الموافق 2010 عاد به الشقيري ليقدم نصيحة إلى الشباب العربي بأسلوبه البسيط والميسر المعتاد ليساعدهم على فهم الدين بسهولة في مدة قصيرة. فالإحسان أعلى مرتبة أخلاقية يصل إليها البشر هذا ما اتخذه الشقيري كشعار للبرنامج حيث رأى أن ندرة الإحسان في الوقت الحالي من الأسباب الرئيسية لظهورالفارق الكبير بين الأمة الإسلامية وما يحدث فيها من ثورات وقتال من أجل الحياة بشرف وكرامة في مواجهة الطغيان وبين الغرب وكيفية مواكبته في الوقت الحالي، الفكرة أن الإحسان في كل شيء حتى اللعب يسمو بالنفس البشرية إلى أعلى المراتب حيث إتجه الشقيري إلى مقارنة توضيحية أساسها أن العرب كانوا في السابق منارة للعالم أجمع وأن التقدم الكبير للعالم الآخر لن يرجع إلى أسباب عرقية ولكن سببه الرئيسي القيم والمبادئ التي هي أساس الحياة البشرية.
ظهر الشقيري في الجزء الخامس ليقارن بين العالم العربي واليابان وعاد في هذا الجزء لإكمال سلسلة المقارنات ولكن هذه المرة بين المسلمين بأنفسهم وللمقارنة بين إبداع المسلمين في الماضي وحال المسلمين اليوم لنقل ماضي المسلمين في عصور الإسلام الذهبية في أيام العباسيين والأمويين والأندلسيين، لم يكتف الشقيري بنقل إبداعات الماضي فقط من إبداعات المسلمين واختراعاتهم القديمة لكنه أيضاً نقل بعض إبداعات المسلمين في العصر الحاضر ليبين الفرق بين الناس التي استخدمت عقولها بشكل صحيح وبين من أهملوا عقولهم.
حلقاته بترتيب عرضها
- يا أهلاً وسهلاً
- البيماراستان
- الأنيق في المناجيق
- عندك قمرة؟
- ما في عذر
- المسافر يعان ولا يهان
- نظافة زمان
- الكل شريك في التغيير
- كم نوع ملهبية؟
- رولكس المسلمين
- مساجد غير
- من أبسط حقوق الإنسان
- فشار
- أوتش موتش
- الحج بإحسان
- الفزع من الفراغ
- وضوء ولاّ استحمام؟
- العلم النافع
- الحسبة
- شكرا ماليزيا
- التعايش
- جزيرة الزبالة
- التربية بإحسان
- الحكومة في خدمة الشعب
- القراءة للمرة ال1000
- من هو الزهراوي؟
- إحسان سنغافورة وماليزيا
- السباق
- الوضوء بدون جزمة!
- منوعات والختام

### الجزء السابع
تم عرض هذا الموسم في رمضان عام 1432 هـ الموافق 2011 بمحتوى نوعي جديد وبقالب متنوع الذي جابت عدسته هذه المرة بين عدة بلدان أوروبية وآسيوية وعربية وبصحبة كلمة شوزوملار - التي تعني الحلول باللغة التركية - لخص الشقيري هذا الموسم بقوله:« أنه موسم الحلول والمشاريع العملية.»
بدأ التحضير لخواطر 7 بعد رمضان الذي سبقه والتصوير بدأ في نوفمبر 2010 واستمر 6 أشهر بإجمالي ألف ساعة تصوير حيث بقي فريق التصوير والإعداد أربعة أشهر كاملة خارج وطنه. تم تصوير الحلقات في عدد من البلدان منها: فنلندا والدانمارك والنروج وتركيا والصين والمملكة العربية السعودية والإمارات العربية المتحدة وقطر ومصر في السعي للاستفادة من تجارب تلك الدول في القضايا التي عمل البرنامج على معالجتها وإيجاد الحلول التطبيقية لها. وجاء في برنامجه هذا العام واضعاً عنواناً وصفه بعض النقاد بالمضحك، الا وهو (سنة الحلول لمشاكل العالم العربي).
وقد أوضح الشقيري أن خواطر 7 أتى في موسم حساس في المنطقة العربية لافتًا إلى أن البرنامج هذا العام لم تكن به مقارنات حيث كان التركيز كله على طرح وإبراز الحلول المختلفة في مجالات الحياة المختلفة على كافة المستويات. وأضاف أنه كان مخططًا لهذا الموسم أن يركز على قضية التعليم فقط إلا أن فريق الإعداد وجد أن هذه القضية قد تكون مملة للجمهور خاصة مع تناولها على مدار 30 حلقة ما دفعهم إلى التفكير في موضوعات أخرى كالمرور والمحاكم والازدحام والسكن. ودعمت الأحداث التي شهدتها المنطقة العربية هذا التوجه خاصة أن أحداث المنطقة العربية كانت تبحث عن الحياة الكريمة فكان 60% من حلقات البرنامج تتركز حول فكرة الحياة الكريمة و40% ركزت على قضايا التعليم.
حلقاته بترتيب عرضها
- بسم الله نبدأ
- الشعب يريد عيادة
- الوقت كالسيف
- كأسنان المشط
- فإنها لا تعمى الأبصار
- العدل أساس الملك الجزء 1
- العدل أساس الملك الجزء 2
- الطالب
- كل بني آدم خطاء
- ولجسدك عليك حق
- شزوملار
- ماذا وكيف تأكل في المدرسة
- حلول في السلامة
- الحكومة في خدمة الشعب
- ماهو المستحيل؟
- التكنولوجيا في خدمة الشعب
- عجيبة
- مدرسة غير
- مواطن راكب دراجة
- خارج المدرسة
- لسّه شباب
- حلول للبيئة
- أشركني وسوف أفهم
- حلول منوعة
- فينا خير
- مكتبة لكل مدرسة
- حكومة الطفل
- حلول لم تُعرض
- شكراً
- المعلّم

### الجزء الثامن
تم عرضه في رمضان عام 1433 هـ الموافقع عام 2012 على قناة الرسالة وإم بي سي وتلفزيون الشارقة وقناة الآن هدف منه الشقيري إبراز إبداعات الشباب وطاقاتهم من خلال تكليفهم بمهام تطوعية مختلفة ومتابعتهم خلال تنفيذها إضافة إلى تشجيعهم وحثهم على بذل المزيد من الجهد من خلال مسابقات تقام بينهم، كان شعار الموسم الشباب فيهم إحسان حيث يثبت للعالم العربي أن الشباب بداخله بذور الخير من خلال الأعمال التطوعية التي يقوم بها بقيام الشقيري بمسابقات مع فرق تطوعية من الأردن والسعودية ومصر تتنافس فيما بينها من خلال تكليفهم بمهام محددة وهذه المهام لم تقتصر على البلدان العربية فقط بل تعدتها إلى دول أفريقية مثل كينيا وأوغندا.
حلقاته بترتيب عرضها
- الحلقة 1: #خواطر8
- الحلقة 2: ذات بهجة
- الحلقة 3: سرور
- الحلقة 4: صوت
- الحلقة 5: هاكونا متاتا 1
- الحلقة 6: هاكونا متاتا 2
- الحلقة 7: تسهيلات
- الحلقة 8: واحد ومائة صفر
- الحلقة 9: 72 ساعة 1
- الحلقة 10: 72 ساعة 2
- الحلقة 11: ومن الماء حياة
- الحلقة 12: كسر الحواجز
- الحلقة 13: ابن السبيل
- الحلقة 14: من ذاق عرَف
- الحلقة 15: اقرأ في...
- الحلقة 16: على الفطرة
- الحلقة 17: الفاتح
- الحلقة 18: إنجاز
- الحلقة 19: 24 ساعة لغات
- الحلقة 20: كوريا مكس
- الحلقة 21: نادي برشلونة
- الحلقة 22: مهام منوعة
- الحلقة 23: سلام من أوغندا
- الحلقة 24: أسباير
- الحلقة 25: صمتا
- الحلقة 26: مؤسسة قطر
- الحلقة 27: 24 ساعة
- الحلقة 28: إعادة تدوير
- الحلقة 29: سفاري
- الحلقة 30: حياتك قرارتك

### الجزء التاسع
شعار البرنامج هذا الموسم هو الفكر حيث يبين البرنامج هذا الموسم أن الفكر يساعد على التقدم والنهضة.
حلقات الجزء التاسع حسب ترتيبها في العرض:
- الحلقة 1 : افلا يتفكرون
- الحلقة 2 : على الفطرة
- الحلقة 3 : ولا تفرقوا
- الحلقة 4 : حفر
- الحلقة 5 : المهاجرين والأنصار
- الحلقة 6 : الفجع
- الحلقة 7 : الذهب الأخضر
- الحلقة 8 : تاكسي غير
- الحلقة 9 : لا للأعذار
- الحلقة 10 : والله لا يؤمن
- الحلقة 11 : مهن من ذهب
- الحلقة 12 : مصدر لحم عشبي
- الحلقة 13 : المؤلفة قلوبهم
- الحلقة 14 : عالم تحت العالم
- الحلقة 15 : الذهب الأبيض
- الحلقة 16 : المعمرين
- الحلقة 17 : الأسرار
- الحلقة 18 : الخدمة المجتمعية
- الحلقة 19 : أسرار سنغافورة
- الحلقة 20 : في العين نتفكر
- الحلقة 21 : الإحسان يصنع ثروة
- الحلقة 22 : عاصمة الدراجات
- الحلقة 23 : هنالك أمل
- الحلقة 24 : جم من غير جم
- الحلقة 25 : مواصلات للجميع
- الحلقة 26 : القمامة = ثروة
- الحلقة 27 : منوعات
- الحلقة 28 : سلامتك نود لك سلامتك
- الحلقة 29 : خلف كواليس
- الحلقة 30 : خدمة خمس نجوم

### الجزء العاشر
جائت الفكرة من هذا الجزء التاكيد على ما مضى من أجزاء لا نفيها لكنها عرضت سلبيات المجتمعات الغنية التي خرجت عن الصراط المستقيم، وشعار هذا الجزء هو «اهْدِنَا الصِّرَاطَ الْمُسْتَقِيمَ».
حلقات الجزء العاشر حسب ترتيبها في العرض:
- الحلقة 1: اهدنا الصراط المستقيم
- الحلقة 2: معيشة ضنكا
- الحلقة 3: هوس الجمال
- الحلقة 4: رمضان بريء
- الحلقة 5: لبنة المجتمع
- الحلقة 6: الحرية المالية
- الحلقة 7: الأكل المزيف
- الحلقة 8: الوقف
- الحلقة 9: حتى اختلت عقولهم
- الحلقة 10: أرحنا بها يا بلال
- الحلقة 11: تجارة الموت
- الحلقة 12: حلول إبداعية
- الحلقة 13: إلا المجاهرين 1 (لم تعرض على يوتيوب)
- الحلقة 14: إلا المجاهرين 2 (لم تعرض على يوتيوب)
- الحلقة 15: تحرك
- الحلقة 16: غلبة الدين
- الحلقة 17: الهوايات تهذب الهوى
- الحلقة 18: حلول في الإسكان
- الحلقة 19: أرض العنصرية الرخوة
- الحلقة 20: أوَكُلما اشتَهَيتَ..!
- الحلقة 21: رحلة خواطر
- الحلقة 22: تجارة منزلية
- الحلقة 23: عققته قبل ان يعقك
- الحلقة 24: مثلث الصحة
- الحلقة 25: رجس
- الحلقة 26: التوفير
- الحلقة 27: الشباب نعمة أم نقمة ؟
- الحلقة 28: نماذج إيجابية
- الحلقة 29: توضيحات + خلف الكواليس
- الحلقة 30: سموم

### الجزء الحادي عشر (الموسم الاخير)
عاد أحمد الشقيري انطلاقاً من مبدأ الخلافة في الأرض ليدعو في خواطر 11 كل فرد من أفراد المجتمع بأن يترك الأرض
ليست هبة بل دين علينا رده لأبنائنا، ويفدم دعوة لسكان الأرض لإعمارها لنخلف عماراً ونماء لا استنفاداً وفناءً. ركز برنامج خواطر 11 في هذا الموسم على إستعراض أكبر 15 مشكلة تواجها البشرية والتي تم سردها واحدة تلو الأخرى خلال البرنامج.
حلقات الجزء الحادي عشر حسب ترتيبها في العرض:
- الحلقة 1: بسم الله
- الحلقة 2: الحرية المالية 2
- الحلقة 3: اللاجئين
- الحلقة 4: تكتيكات زوجية
- الحلقة 5: نختلف ويبقى الود
- الحلقة 6: حلول في المرور
- الحلقة 7: بلاش مهلبية
- الحلقة 8: ابتسامة الحرية
- الحلقة 9: إنترنت
- الحلقة 10: فيروس التطوع
- الحلقة 11: الفرج من العشوائيات
- الحلقة 12: الأكل المهدر
- الحلقة 13: ممكن بالتدريب
- الحلقة 14: حفظ نعمة الصحة
- الحلقة 15: بلاستيك
- الحلقة 16: عليك بالماء
- الحلقة 17: ملك لله في يدنا
- الحلقة 18: كيفا..عطاء القرن ال21
- الحلقة 19: ازرع طفلا
- الحلقة 20: رقصة نحلة
- الحلقة 21: العدل أساس الأمن
- الحلقة 22: حلول حكومية
- الحلقة 23: اشركني وسوف افهم
- الحلقة 24: فينا أمل
- الحلقة 25: كل ميسر لما خلق له
- الحلقة 26: مسابقة خواطر التطوعية
- الحلقة 27: تطبيقات خواطر
- الحلقة 28: وداعا خواطر..
- الحلقة 29: خلف الكواليس
- الحلقة 30: مقاطع لم تعرض

## الوصلات الخارجية
- موقع إحسان الموقع الشخصي لأحمد الشقيري.
- صفحة أحمد الشقيري على موقع الفيسبوك.
- صفحة أحمد الشقيري على موقع تويتر.
- قناة أحمد الشقيري الخاصة كل حلقات خواطر على موقع يوتيوب.
- صفحة برنامج لو كان بيننا على موقع م بي سي. (الصفحة الرسمية).